# Yonezawa Rei
Yonezawa Rei (米澤令衣 Yonezawa, Rei, sinh ngày 20 tháng 7 năm 1996) là một cầu thủ bóng đá người Nhật Bản, thi đấu cho Cerezo Osaka.

## Sự nghiệp
Sau màn trình diễn ấn tượng tại Cúp Hoàng tử Takamado với đội trẻ của Vissel Kobe, Yonezawa ký hợp đồng chuyên nghiệp với Cerezo Osaka. Anh được cho mượn đến J3 Blaublitz Akita đến hết of 2015.

## Thống kê câu lạc bộ
Cập nhật đến ngày 23 tháng 2 năm 2017.
| Thành tích câu lạc bộ | Thành tích câu lạc bộ | Thành tích câu lạc bộ | Giải vô địch | Giải vô địch | Cúp                   | Cúp                   | Tổng cộng | Tổng cộng |
| Mùa giải              | Câu lạc bộ            | Giải vô địch          | Số trận      | Bàn thắng    | Số trận               | Bàn thắng             | Số trận   | Bàn thắng |
| Nhật Bản              | Nhật Bản              | Nhật Bản              | Giải vô địch | Giải vô địch | Cúp Hoàng đế Nhật Bản | Cúp Hoàng đế Nhật Bản | Tổng cộng | Tổng cộng |
| --------------------- | --------------------- | --------------------- | ------------ | ------------ | --------------------- | --------------------- | --------- | --------- |
| 2015                  | Cerezo Osaka          | J2 League             | 0            | 0            | –                     | –                     | 0         | 0         |
| 2015                  | Blaublitz Akita       | J3 League             | 23           | 5            | 1                     | 0                     | 24        | 5         |
| 2016                  | U-23 Cerezo Osaka     | J3 League             | 25           | 8            | –                     | –                     | 25        | 8         |
| Tổng                  | Tổng                  | Tổng                  | 48           | 13           | 1                     | 0                     | 49        | 13        |